# Llacuabamba
Llacuabamba es una localidad peruana del distrito de Parcoy, ubicado en la provincia de Pataz en el departamento de La Libertad.

## Deporte
El Club Deportivo Llacuabamba tiene sus orígenes en esta comunidad minera, a casi quince horas de la ciudad de Trujillo, razón por la cual financieramente el club recibe apoyo de la propia localidad. Cuenta con un Estadio Comunal de Llacuabamba, que cuenta con una capacidad para cerca de 500 espectadores y pasto sintético.